# Залгаллер, Виктор Абрамович
Виктор Абрамович Залгаллер (25 декабря 1920, Парфино, Новгородская губерния — 2 октября 2020, Лехавим, Израиль) — советский и российский математик, геометр.

## Биография
Родился в семье технического снабженца Абрама Леонтьевича Залгаллера и адвоката Татьяны Марковны Шабад-Залгаллер (1892—1970), автора работ по вопросам советского семейного права. С 1922 года семья жила в Ленинграде. Участвовал в математическом кружке с 1934 года. В 1937—1940 годах — студент Ленинградского университета, с 1940 по 1941 год — студент авиационного института. Отец был репрессирован по 58 статье, провёл в заключении в Воркутлаге и ссылке 16 лет.
В июле 1941 года Виктор Залгаллер пошёл добровольцем в народное ополчение. В армии был до конца 1945 года, награждён орденом Красной Звезды, медалью «За отвагу», тремя медалями «За боевые заслуги», медалью «За оборону Ленинграда» и другими медалями. Его брат — лейтенант Леонид Залгаллер (1918—1942), студент V курса архитектурного факультета ЛИСИ, — погиб 26 июня 1942 года, попав в окружение под Мясным Бором. Воспоминания Залгаллера о войне опубликованы под названием «Быт войны».
После демобилизации вернулся в Ленинград и окончил университет.
Вёл математический кружок во Дворце пионеров, его учениками были Ю. Г. Решетняк, М. З. Соломяк, Г. И. Натансон. Многое сделал для создания первой ленинградской физико-математической школы № 239, преподавал в ней в 1961—1962 годах.
Профессор математико-механического факультета Санкт-Петербургского университета. С 1948 по 1999 год — научный сотрудник Ленинградского/Санкт-Петербургского отделения Математического института им. Стеклова.
С осени 1999 года жил в Израиле.

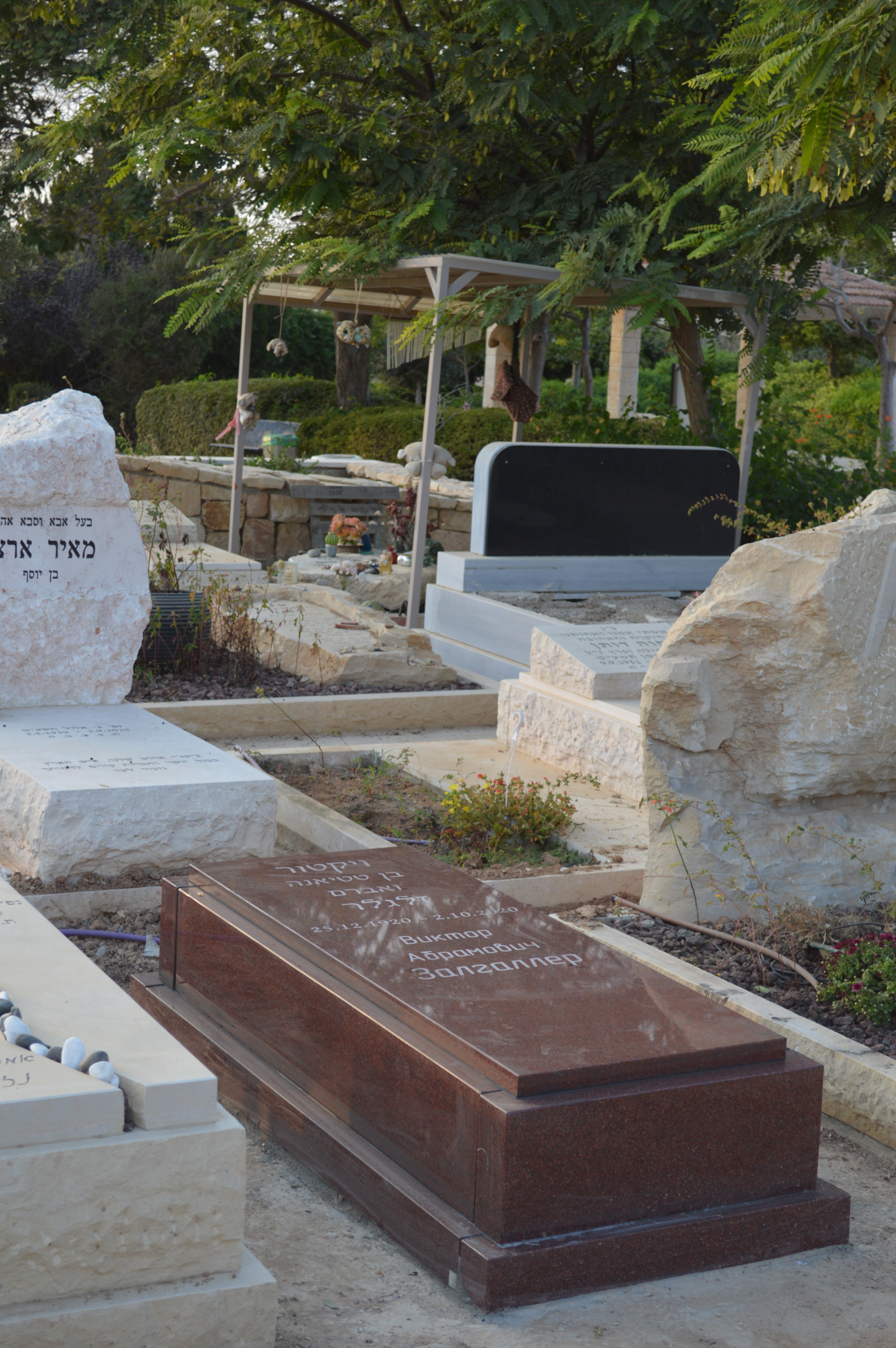
Могила В. А. Залгаллера на Лехавимском кладбище

2 октября 2020 года Виктор Абрамович Залгаллер скончался в кругу семьи и близких.

## Семья
Мать была дочерью минского купца первой гильдии, племянницей врача и общественного деятеля Цемаха Шабада.

## Признание
- Почётный член Санкт-Петербургского математического общества[12].

## Книги
- Л. В. Канторович, В. А. Залгаллер. Расчёт рационального раскроя промышленных материалов. — Лениздат, 1951. — 3-е изд.: Расчёт рационального раскроя промышленных материалов. — СПб.: Невский диалект, 2012.
- А. Д. Александров, В. А. Залгаллер. Двумерные многообразия ограниченной кривизны (Основы внутренней геометрии поверхностей). — 1962. — (Труды МИАН СССР 63).
- В. А. Залгаллер. Теория огибающих. — М.: Наука, 1975. — 104 с.
- Ю. Д. Бураго, В. А. Залгаллер. Геометрические неравенства. — Наука, 1980.
- Ю. Д. Бураго, В. А. Залгаллер. Введение в риманову геометрию. — Наука, 1994.
- В. А. Залгаллер. Быт войны. — СПб.: Журнал «Нева», 2004. — 80 с. — ISBN 5-87516-059-4.
- Виктор Залгаллер. Война и мир ленинградского математика. Сборник статей / составители Н. В. Глинка и А. А. Лодкин, под ред. А. А. Лодкина. — СПб.: Аврора, 2021. — 344 с. — ISBN 978-5-7300-1037-6.

Переводы
- Буземан Г. Выпуклые поверхности / Пер. с англ. В. А. Залгаллера и С. И. Залгаллер. — М.: Наука, 1964. — 238 с.
- Бляшке, В. Круг и шар / Пер. с нем. В. А. Залгаллера и С. И. Залгаллер. — М.: Наука, 1967. — 232 с.
- Лейхтвейс, Курт. Выпуклые множества / Пер. с нем. В. А. Залгаллера и Т. В. Хачатуровой; под ред. В. А. Залгаллера. — М.: Наука, 1985. — 335 с.